# Провулок Бадигіна (Мелітополь)
Провулок Бадигіна — провулок у Мелітополі, в історичному районі Піщане. Починається від вулиці Михайла Оратовського, закінчується, вливаючись в Піщанську вулицю. Складається з приватного сектора.

## Назва
Провулок названий на честь Костянтина Бадігіна (1910—1984) — капітана далекого плавання, радянського дослідника Арктики та Героя Радянського Союзу. Буква «і» в назві провулка виявилася замінена на «и», і ця помилка твердо вкоренилася і в офіційних документах, і на географічних картах, і в пресі.
Поруч знаходяться 1-й, 2-й, 3-й, 4-й провулки Бадигіна та вулиця Бадигіна.

## Історія
До 1965 року був ділянкою Піщанської вулиці (від вулиці Михайла Оратовського до вулиці Бадигіна).
21 жовтня 1965 року був виділений в окремий провулок.